# Gary Megson
Gary John Megson (Manchester, 2 mei 1959) is een voormalig Engels voetballer. Na zijn carrière werd hij voetbaltrainer.